# باكو كانديلا
باكو كانديلا (بالإسبانية: Francisco Antonio Candela Pascual)‏ (19 يناير 1993 بأليكانتي في إسبانيا - ) هو لاعب كرة قدم إسباني في مركز الدفاع. لعب مع نادي ليغانيس وفياريال سي ‏.

## روابط خارجية
- باكو كانديلا على موقع قاعدة بيانات كرة القدم.إي يو (الإنجليزية)
- باكو كانديلا على موقع Soccerway.com (الإنجليزية)
- باكو كانديلا على موقع AS.com (الإسبانية)